# Pollença

Blick vom Kalvarienberg auf den Ort Pollença

Pollença (spanisch Pollensa) ist eine Gemeinde im Norden der spanischen Baleareninsel Mallorca.

## Gemeindegliederung
Zur Gemeinde Pollença gehören folgende Orte:
- Aeródromo Militar (51 / 51 Einwohner)
- Bellresguard (25 / 25 Einwohner)
- Cala Sant Vicenç (243 / 270 Einwohner)
- Ca’n Singala (43 / 43 Einwohner)
- El Vilà (22 / 22 Einwohner)
- Les Palmeres (133 / 133 Einwohner)
- La Font (40 / 40 Einwohner)
- Pollença (7537 / 8934 Einwohner)
- Port de Pollença (6239 / 6596 Einwohner)

Die Einwohnerzahlen in Klammern stammen vom 1. Januar 2011. Die erste Zahl gibt dabei die Einwohner der geschlossenen Ortschaften an, die zweite Zahl die Einwohner der Orte einschließlich der hinzu zu rechnenden „verstreut“ lebenden Bevölkerung außerhalb der eigentlichen Siedlungen. (Quelle: INE)

## Politik

### Einwohner
In Pollença leben 17.594 Einwohner (Stand: 2024). Im Jahr 2006 betrug der Ausländeranteil 22,9 % (3.757), der Anteil deutscher Einwohner 2,5 % (407).
Die Bevölkerung konzentriert sich auf drei Siedlungsschwerpunkte: den gleichnamigen Hauptort sieben Kilometer abseits der Küste und die Touristenorte Port de Pollença an der Bucht von Pollença und Cala Sant Vicenç an der gleichnamigen Bucht an der Nordküste. Das Gemeindegebiet von über 150 km² umfasst unter anderem die gesamte Halbinsel Formentor mit den vorgelagerten Inseln El Colomer und Illa de Formentor.

## Wirtschaft und Infrastruktur

### Verkehr
Pollença ist über die Fernstraße Ma-10 mit Sóller und die Ma-2200 mit Port de Pollença bzw. der Autopista Ma-13 in das Straßennetz eingebunden.
An der Wanderunterkunft Refugi de Pont Romà in Pollença endet der Fernwanderweg GR 221.

## Kultur und Sehenswürdigkeiten

### Sehenswürdigkeiten
- Pfarrkirche Santa Maria dels Àngels
- Kloster Convent de Santo Domingo und Kirche Església de Nostra Senyora del Roser
- Casa Museo Dionís Bennàssar
- Kalvarienberg el Calvari, mit der Kapelle Eglésia del Calvari und der hinaufführenden Treppe Carrer del Calvari
- Museum Museu Martí Vicenç
- Steinbrücke Pont Romà (Römische Brücke)
- Kloster Ermita de Nostra Senyora del Puig
- Castell del Rei
- Nekropole von Cala Sant Vicenç
- Na Flamarades, Jahrhunderte alter Olivenbaum auf dem Gelände des Hotels Son Brull.[4]
- Sarkophage von Punta

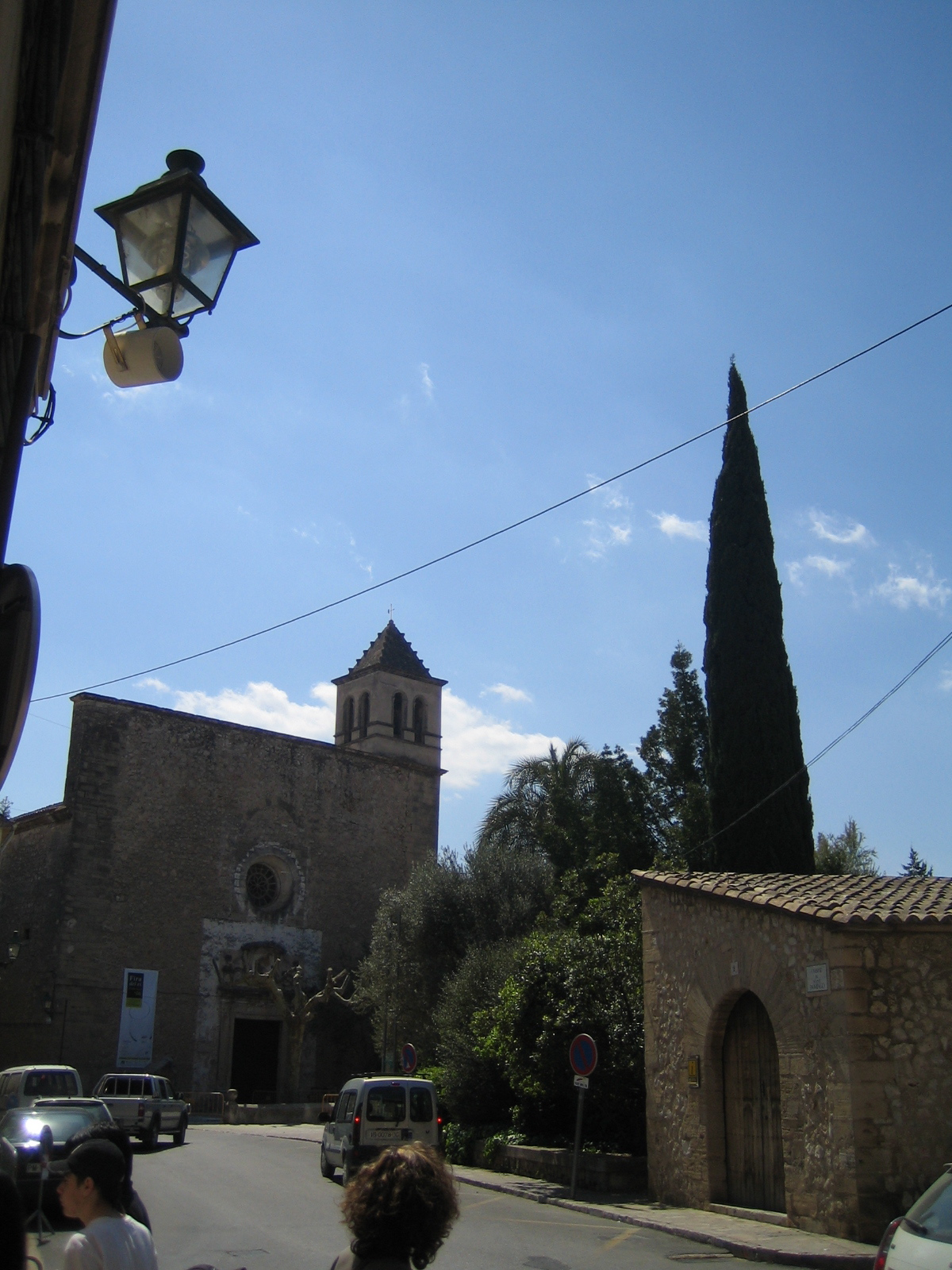
Nostra Senyora del Roser
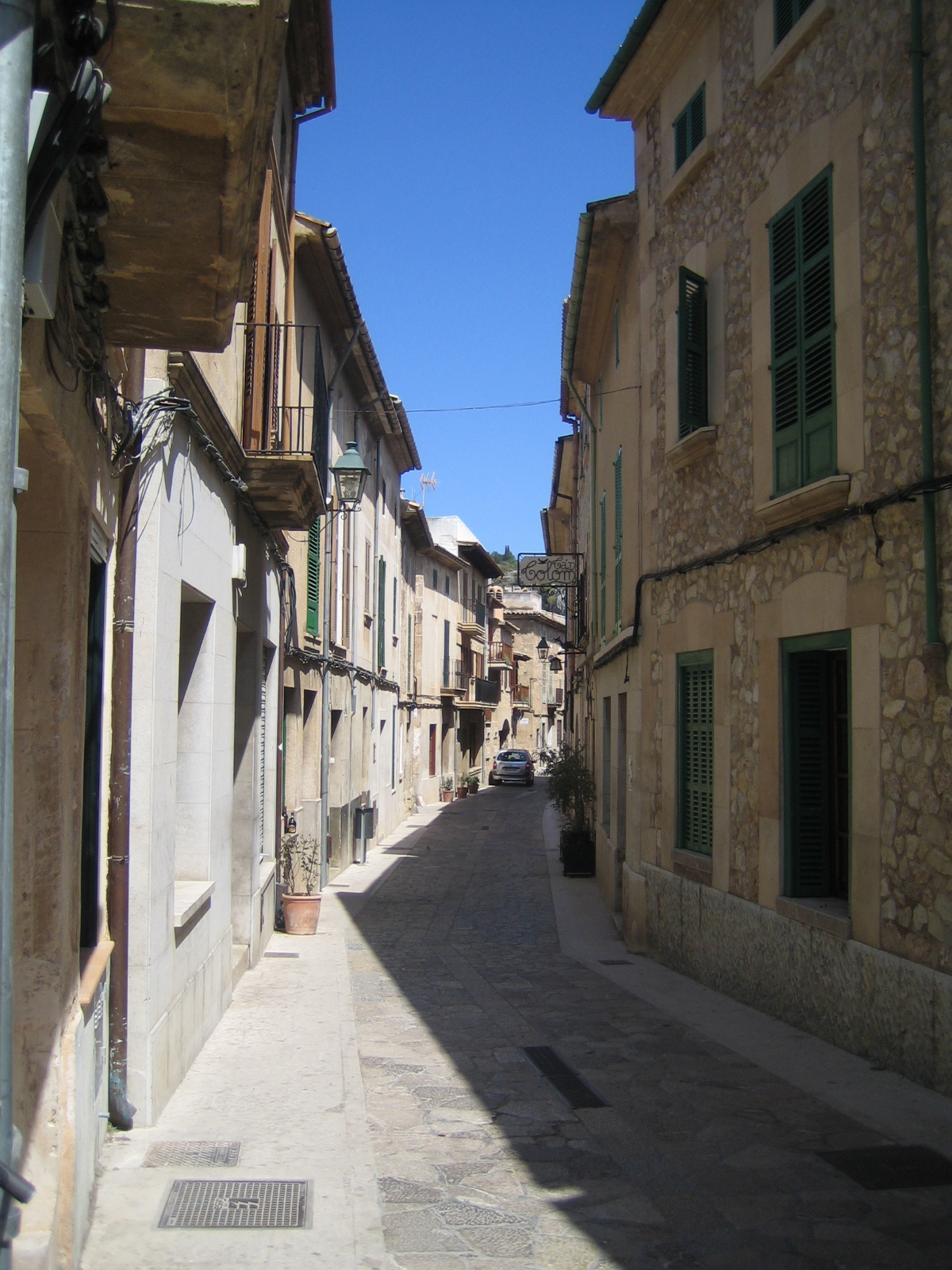
Gasse in Pollença
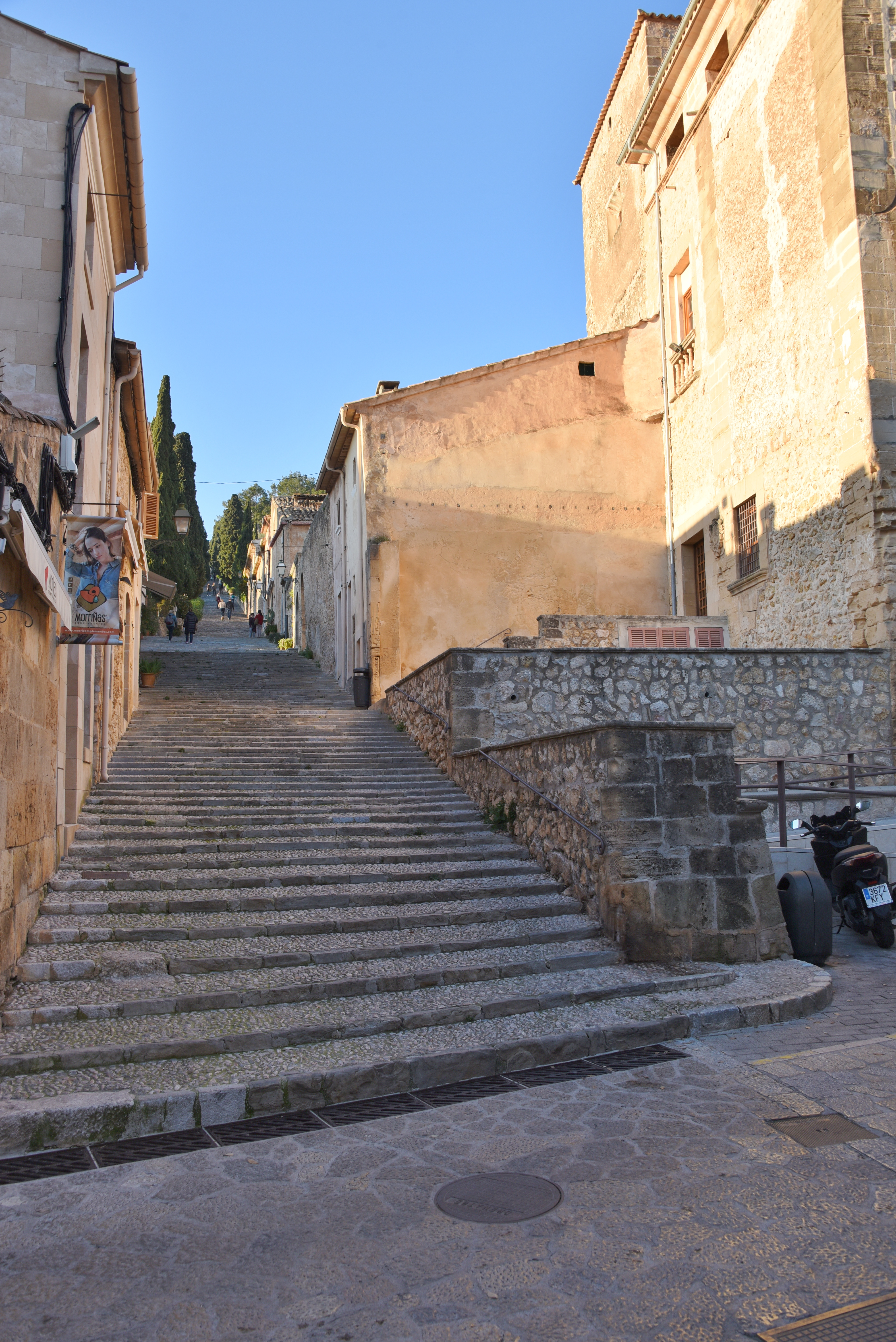
Anstieg zum Kalvarienberg
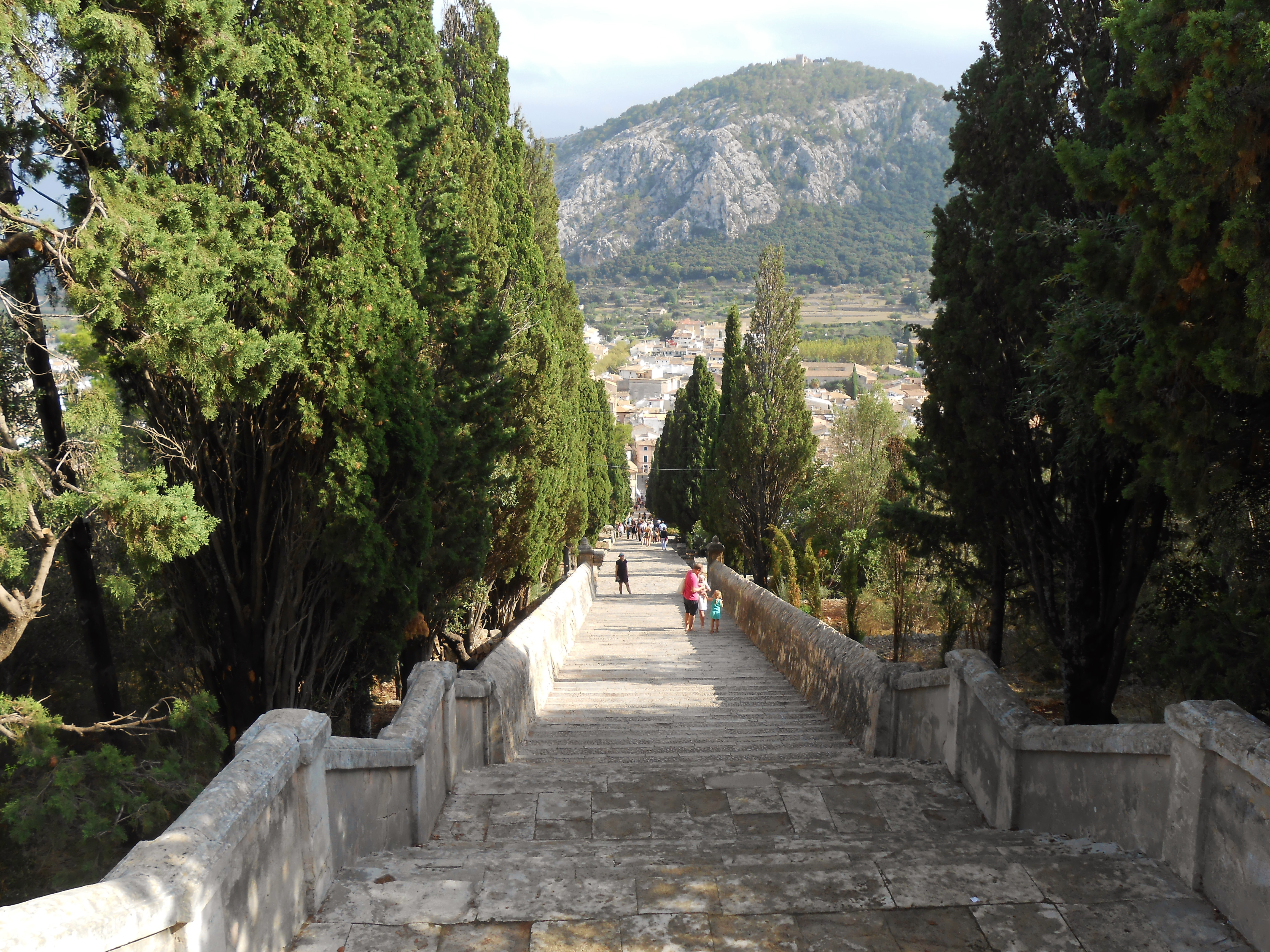
Abstieg vom Kalvarienberg mit Blick auf Pollença
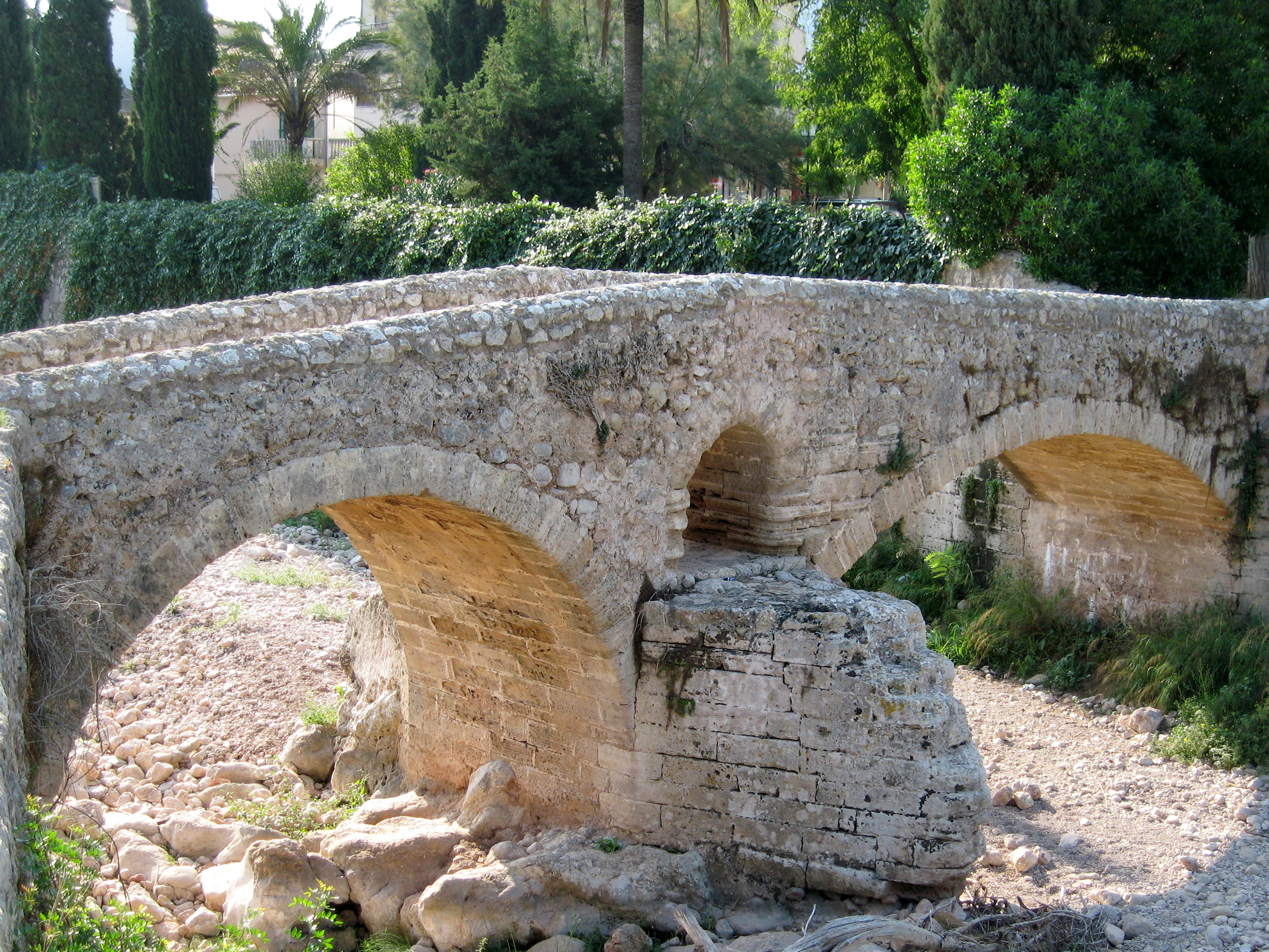
Pont Romà
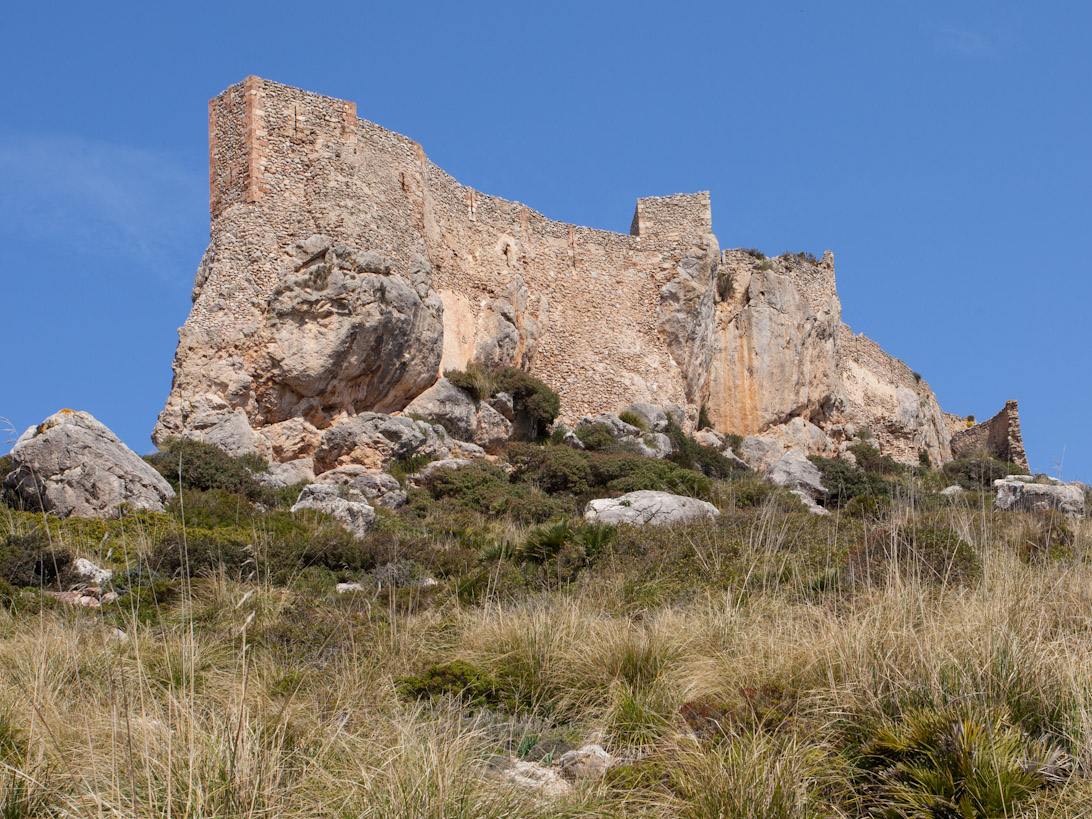
Castell del Rei
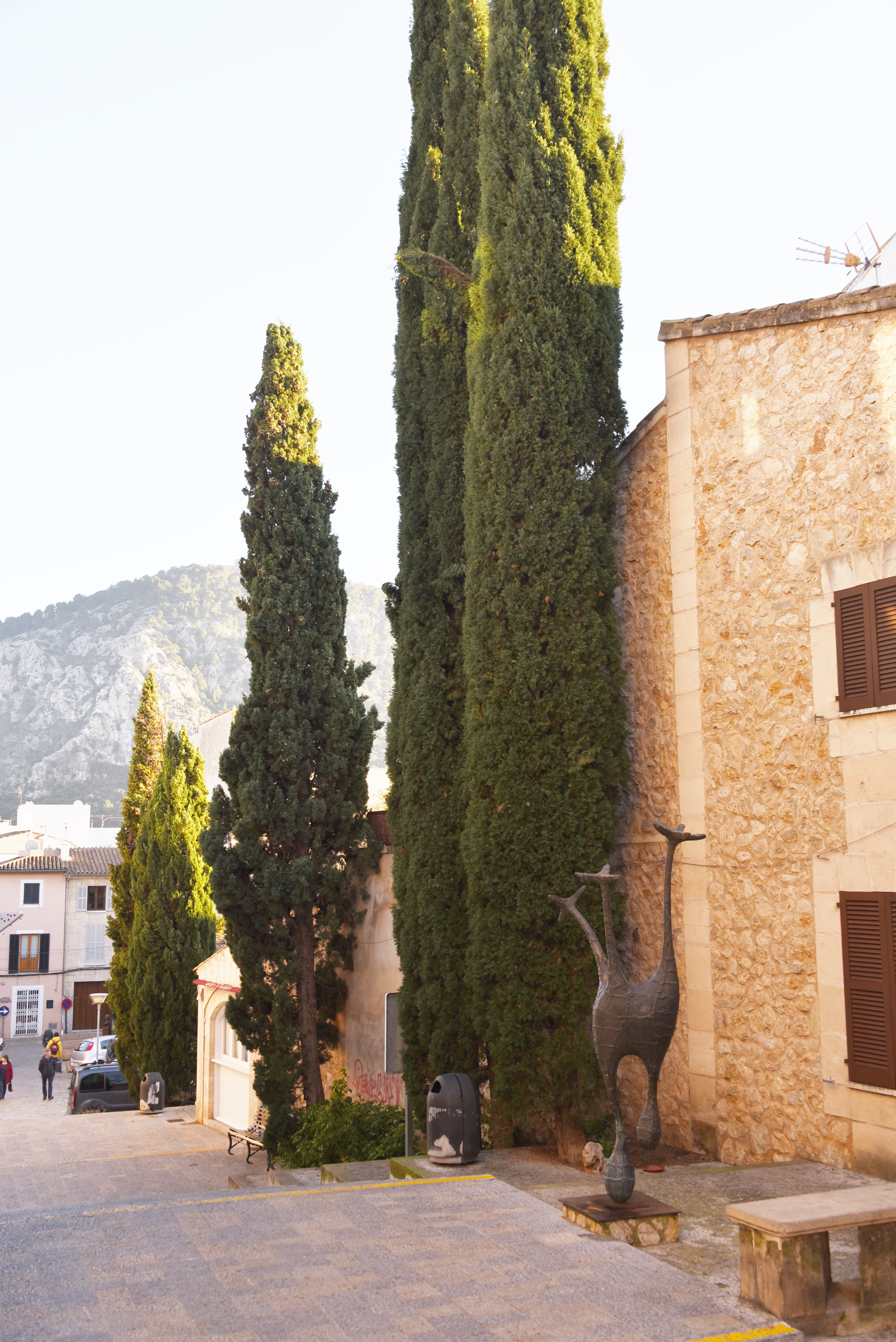
Straße mit öffentlicher Kunst

## Persönlichkeiten

### Söhne und Töchter der Stadt

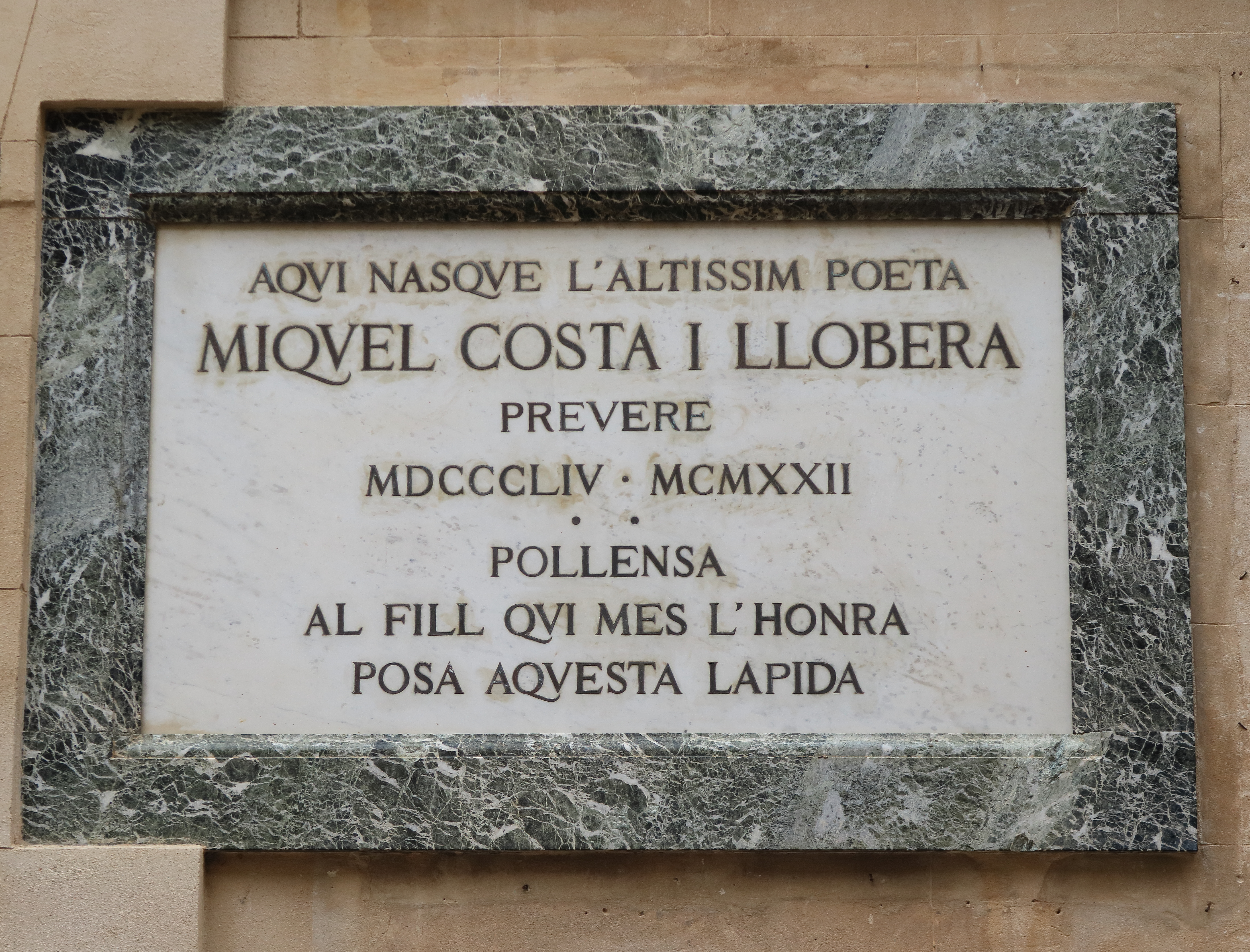
Miquel Costa i Llobera Haus in Pollença

- Miquel Costa i Llobera (1854–1922), Dichter
- Miquel Capllonch i Rotger (1861–1935), Komponist
- Dionís Bennàssar (1904–1967), Maler
- David Tavaré (* 1982), Popsänger
- Alfonso Benavides (* 1991), Kanute
- Joan Antoni Moreno (* 2000), Kanute

### Weitere Persönlichkeiten mit Verbindung zur Stadt
In Pollença verstarben der katalanische Maler Hermenegildo Anglada Camarasa (1871–1959), der Maler Rudolph Carl von Ripper (1905–1960), der deutsche Schlagertexter und Musikproduzent Kurt Feltz (1910–1982) sowie der österreichische Journalist Anton Zischka (1904–1997).
Der deutsche Maler Eugen Mossgraber-Falk (1877–1933) und der österreichische Maler Jean Egger (1897–1934) lebten und arbeiteten zeitweise im Ort. Mossgraber-Falk wurde im Jahr 1914 zum Ehrenbürger von Pollença ernannt.
Die deutsche Kunstsammlerin und Autorin Sylvia Ströher (* 1955) besitzt ein Feriendomizil in der Nähe des Orts.